# Cape Canaveral Air Force Station Lanceercomplex 34

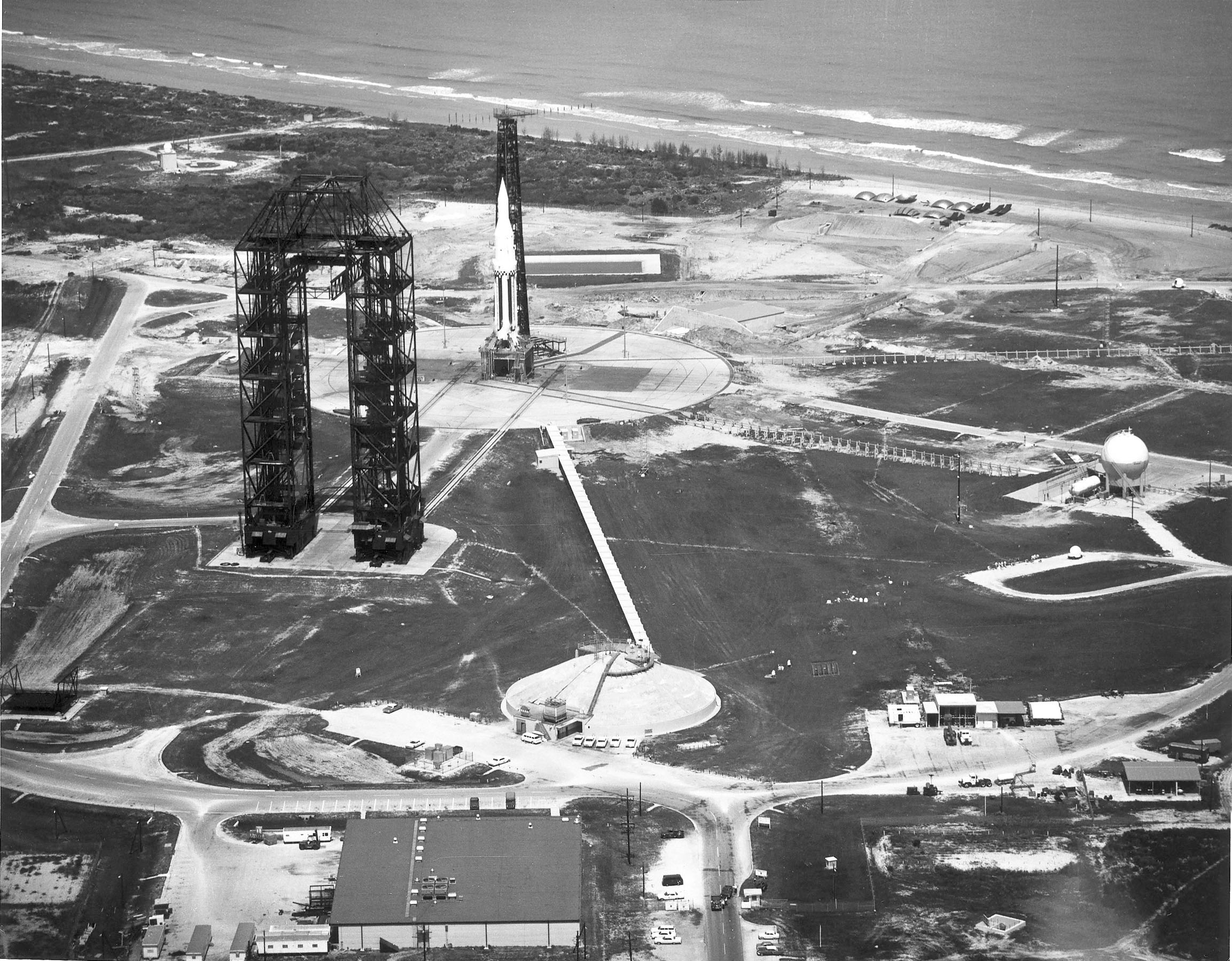
LC34 met een Saturnus I voor missie SA4

Lanceercomplex 34 (LC-34) is een voormalige lanceerplaats van NASA op Cape Canaveral Air Force Station. Vanaf deze plaats werden, van 1961 tot en met 1968, vier Saturnus I en vier Saturnus IB raketten gelanceerd. LC-34 was ook de plaats waar de bemanning van Apollo 1 omkwam. Apollo 7 was de enige bemande en tevens de laatste vlucht vanaf deze lanceerplaats.
De bouw van complex 34 begon in 1959 na een ceremonie waarmee de United States Air Force een stuk grond overdroeg aan NASA dat er de toen nieuwe Saturnus I ging lanceren. Aanvankelijk was LC-34 vooral een testplatform dat tijdens de ontwikkeling van de Saturnus I werd gebruikt voor het statisch vuren van de rakettrap. Daarna werd het ook ingezet voor lanceringen. De Saturnus I was in staat veel zwaardere vrachten in de ruimte te brengen dan andere raketten uit die tijd en was in staat om testvluchten voor de Apollo Command Module te lanceren. De upgrade naar Saturn IB leverde een verdubbeling van kracht daarbij en kon ook de servicemodule mee lanceren.
Naast LC-34 werden ook vanaf het twee lanceerplatformen tellende LC-37 Saturnus I-en-IB-raketten gelanceerd. LC-37 dat ten noorden van LC-34 ligt is echter later aangelegd met het oog op lanceringen en niet zozeer voor tests. Overigens werd een van die twee platforms (LC-37A) nooit gebruikt.

## Huidige staat

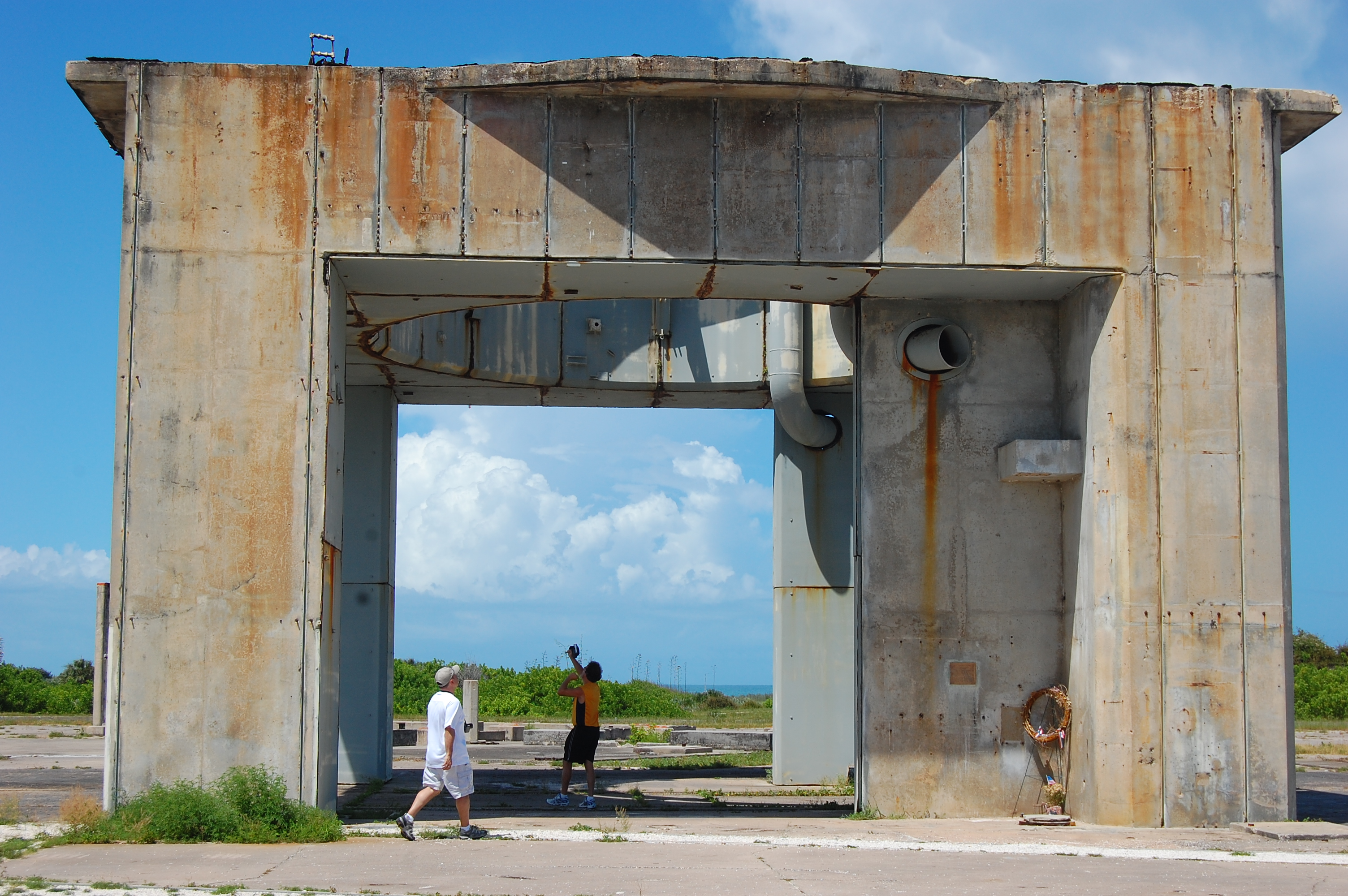
De overblijfselen van LC-34.

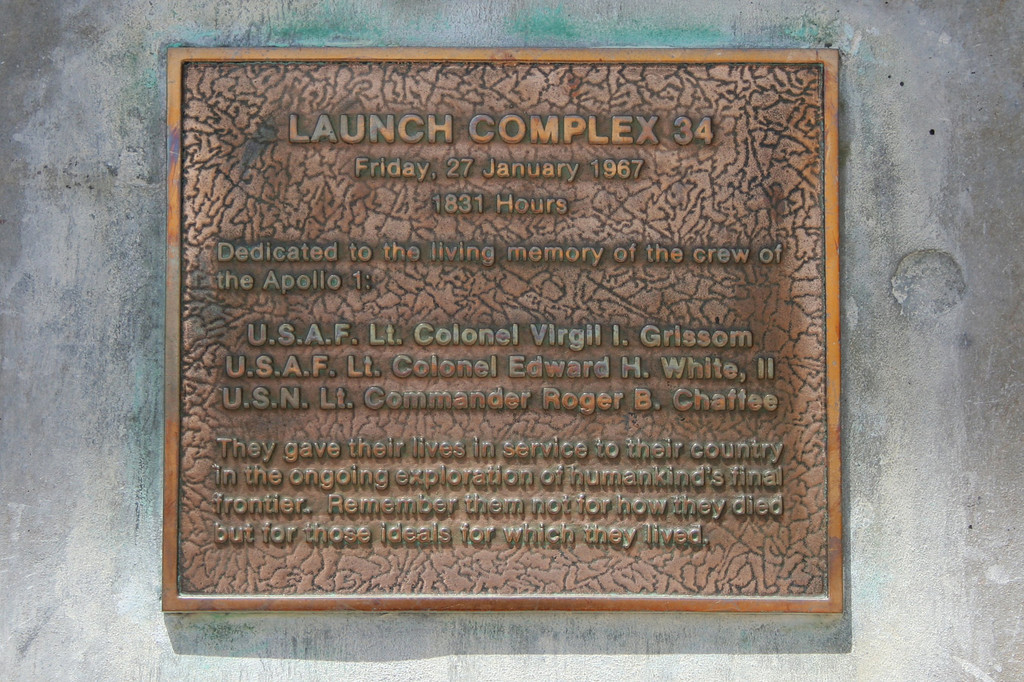
Apollo 1 plaket

NASA's eigen Lanceercomplex 39, even ten noorden van het Cape Canaveral Air Force Station, kwam als civiele ruimtehaven van het Kennedy Space Center gereed in 1967 en was primair gebouwd voor de Saturnus V. In 1968 werd, om kosten te besparen, een plan bedacht om met enkele hulpstukken ook de Saturnus IB vanaf complex 39 te lanceren en zodoende alle bemande lanceeractiviteiten van NASA op eigen terrein uit te voeren. Dit scheelde NASA de huur, gebruiks- en onderhoudskosten van de terreinen op de CCAFS. LC-34 en LC-37B die op militair terrein lagen, werden gesloten en ontmanteld, daar de Amerikaanse Luchtmacht liever hun eigen Titan III gebruikte omdat ze er geen heil in zag Saturnus-raketten te gebruiken waarvoor met civiele organisaties moest worden samengewerkt.
Van LC-34 zijn alleen nog de betonnen delen (het plein, het lanceerplatform en flame deflectors) over die men als monument voor de Apollo 1-bemanning heeft laten staan. Daarbij zijn twee plaketten ter nagedachtenis aan de omgekomen astronauten Grissom, White en Chaffee geplaatst.